# Metopius lobatus
Metopius lobatus là một loài tò vò trong họ Ichneumonidae.